# Liste der Kirchen in Klagenfurt am Wörthersee
Die Liste der Kirchen in Klagenfurt am Wörthersee ist eine Übersicht der Sakralgebäude in Klagenfurt.
Die römisch-katholischen Kirchen gehören durchwegs zum Dekanat Klagenfurt-Stadt der Diözese Gurk, die protestantischen Kirchen sind zwei Pfarren mit A.B.- und H.B.-Mitgliedern innerhalb der Superintendentur A. B. Kärnten und Osttirol, daneben gibt es eine der Altkatholischen Kirchengemeinde für Kärnten und Osttirol (Altkatholische Kirche Österreich) und eine Gemeinde der Neuapostolischen Kirche Österreich.

## Legende
- Kirche: Heutige Bezeichnung der Kirche, ggf. in Klammern alternativer oder früherer Name
- Bezirk (Standort): Klagenfurter Gemeindebezirk, ggf. genauerer Standort
- Patrozinium der Kirche
- Pfarre, der die Kirche angegliedert ist
- Konf. = Konfession, „r.-k.“ = römisch-katholisch, „ev.“ = evangelisch, „altkath.“ = Altkatholische Kirche, „neuapo.“ = Neuapostolische Kirche
- Bauzeit: Bauzeit oder Jahr der Fertigstellung des ersten Baus. Falls nicht bekannt, ist das Jahr der ersten urkundlichen Erwähnung („urk.“) oder der Weihe („gew.“) genannt.
- Beschreibung und Anmerkungen: Baustil und weitere Informationen
- Letzte Spalte: DS = Denkmalschutz § 2a Denkmalschutzgesetz[2], verlinkt auf die Einträge in den Denkmallisten.

## Liste
| Kirche                                                          | Bezirk (Standort)                                     | Patrozinium                   | Pfarre                                          | Konf.        | Bauzeit                 | Beschreibung und Anmerkungen | Bild                                              |    |
| --------------------------------------------------------------- | ----------------------------------------------------- | ----------------------------- | ----------------------------------------------- | ------------ | ----------------------- | --- | ------------------------------------------------- | -- |
| Bürgerspitalskirche                                             | Innere Stadt, Lidmanskygasse                          | Hl. Sebastian                 | Dompfarre                                       | r.-k.        | 1663–1664               | einfache barocke Saalkirche | Bürgerspitalskirche                               | DS |
| Christkönigskirche                                              | Villacher Vorstadt, Tarviser Straße                   | Jesus Christkönig             | St. Egid                                        | r.-k.        | 1932                    | einschiffiger, turmloser Saalbau, angeschlossen an das ehemalige neue Priesterhaus                                                                                          | Christkönigskirche                                | DS |
| Christuskirche                                                  | St. Peter-Welzenegg                                   | Jesus Christus                | Klagenfurt-Ost (Christuskirche)                 | ev. A.u.H.B. | 1963                    | Saalbau über rechteckigem Grundriss mit asymmetrischem Satteldach | Christuskirche                                    |    |
| Dom und Stadtpfarrkirche Hll. Peter und Paul (Klagenfurter Dom) | Innere Stadt, Domplatz                                | Hll. Peter und Paul           | Dompfarre                                       | r.-k. (1)    | 1581–1591               | Kathedralkirche der Diözese Gurk, älteste Wandpfeilerkirche Österreichs | Domkirche                                         | DS |
| Don-Bosco-Kirche                                                | St. Martin-Waidmannsdorf, Rosentaler Straße           | Hl. Johannes Bosco            | Don Bosco                                       | r.-k.        | 1984 gew.               | Moderner Bau | Don-Bosco-Kirche                                  | DS |
| Filialkirche Hl. Franz von Sales                                | St. Martin, Franz von Sales Platz                     | Hl. Franz von Sales           | St. Josef-Siebenhügel                           | r.-k.        | 1999                    | Kath. Gemeinde- und Seelsorgezentrum, Moderner Bau |                                                   |    |
| Schlosskirche Harbach, ehem. Klosterkirche Hl. Herz Jesu        | St. Peter-Welzenegg                                   | Hl. Herz Jesu                 | Diakonie Österreich                             | ev. A.B. 3   | 1914–1918               | Kirche des ehemaligen Klosters Harbach (heute Schloss) | Ehem. Klosterkirche (links) des Schlosses Harbach | DS |
| Heiligengeistkirche                                             | Innere Stadt, Heiligengeistplatz                      | Heiliger Geist                | St. Egid                                        | r.-k. (2)    | urk. 1355               | gotischer Kern mit barockem Umbau | Heiligengeistkirche                               | DS |
| Herz-Jesu-Kirche                                                | St. Peter-Welzenegg                                   | Hl. Herz Jesu                 | Welzenegg                                       | r.-k.        | 1952                    | als Notkirche errichtet, 1973 erweitert, Umbau 1989–1993. | Herz-Jesu-Kirche (Welzenegg)                      | DS |
| Johanneskirche                                                  | Villacher Vorstadt, Martin-Luther-Platz               | Hl. Johannes der Täufer (?)   | Klagenfurt Johanneskirche                       | ev. A.u.H.B. | 1864–1866               | neugotischer Bau mit stark eingezogenem Chor, polygonaler Fassadenturm mit Spitzhelm                                                                                        | Johanneskirche                                    | DS |
| Josefskirche                                                    | St. Martin-Waidmannsdorf, Siebenhügelstraße           | Hl. Josef                     | St. Josef-Siebenhügel                           | r.-k.        | 1933                    | Ursprünglich 1933 als Notkirche errichtet, Neubau 1951. Turmloser Bau, querschiffartiger, hoher Vorbau mit offener Arkadenvorhalle.                                         | Josefskirche in St. Martin                        | DS |
| Kapuzinerkirche                                                 | Innere Stadt, Waaggasse                               | Hl. Maria                     | St. Egid                                        | r.-k.        | 1646–1649               | Gemeinsam mit dem Kapuzinerkloster in frühbarockem Stil errichtet | Kapuzinerkirche                                   | DS |
| Kreuzberglkirche (Kalvarienbergkirche)                          | St. Martin, Kreuzbergl                                | Hl. Thaddäus                  | St. Egid                                        | r.-k.        | 1742 gew.               | Barocker Bau mit zwei Zwiebeltürmen | Kreuzberglkirche                                  | DS |
| Lourdeskapelle im Ursulinenkloster                              | Innere Stadt, Ursulinengasse                          | Unsere Liebe Frau von Lourdes | St. Ursula                                      | r.-k.        | 1674                    | |                                                   | DS |
| Kapelle Maria Loretto (Schlosskapelle)                          | St. Martin, Schloss Maria-Loretto                     | Schwarze Madonna von Loretto  | St. Martin                                      | r.-k.        | 1660                    | barocke Kleinkirche mit Glockentürmchen und anstehender halbrunder Sakristei, Imitation der Basilika Maria-Loreto                                                           |                                                   |    |
| Maria vom Siege (Pfarr- und ehem. Stiftskirche)                 | Viktring, Stift-Viktring-Straße                       | Hl. Maria vom Siege           | Viktring-Stein                                  | r.-k.        | 1202 gew.               | Romanische Pfeilerbasilika, ehemalige Viktringer Stiftskirche | Maria vom Siege in Viktring                       | DS |
| Marienkirche (Benediktinerkirche)                               | Innere Stadt, Benediktinerplatz                       | Hl. Maria                     | Dompfarre                                       | r.-k.        | 1624 gew.               | Einschiffiger, barocker Bau, achteckiger Turm mit Zwiebelhelm und Laterne.                                                                                                  | Marienkirche am Benediktinerplatz                 | DS |
| Modestuskirche                                                  | St. Peter, Fischlstraße                               | Hl. Modestus                  | Hl. Modestus                                    | r.-k.        | 1977–1979               | Moderner Zentralbau | Modestuskirche in Fischl                          | DS |
| Neuapostolische Kirche                                          | Annabichl, Thomas-Schmid-Gasse                        | k. A.                         | Klagenfurt                                      | neuapo.      |                         | moderne Kirche | Abb.                                              |    |
| St. Andreas                                                     | Wölfnitz-Seltenheim (KG Lendorf)                      | Hl. Andreas                   | Wölfnitz                                        | r.-k.        | Besitzer urk. 1193/1222 | Gotischer, im Kern romanischer Bau, gotischer Westturm mit Pyramidenhelm.                                                                                                   | St. Andreas in Seltenheim                         | DS |
| St. Bartholomäus                                                | Annabichl-Tessendorf                                  | Hl. Bartholomäus              | Annabichl                                       | r.-k.        | 12. Jh. (?)             | Romanischer Bau, gedrungenem Vorhallenturm mit Spitzhelm | St. Bartholomäus                                  | DS |
| Pfarrkirche Klagenfurt-St. Egid (Stadthauptpfarrkirche)         | Innere Stadt, Pfarrplatz                              | Hl. Egid                      | St. Egid                                        | r.-k. (2)    | urk. 1347               | barocke Emporenkirche, die heutige Kirche wurde 1692 errichtet | Stadthauptpfarrkirche St. Egid                    | DS |
| Pfarrkirche Viktring-Stein                                      | Viktring-Stein                                        | Hl. Florian                   | Viktring-Stein                                  | r.-k.        | urk. 1143–1147          | neu errichtet 1778, barocker Bau, Vorhallenturm mit Zwiebelhelm | St. Florian in Stein                              | DS |
| St. Georg                                                       | Annabichl-St. Georgen am Sandhof (KG Marolla)         | Hl. Georg                     | St. Georgen am Sandhof                          | r.-k.        | urk. 1216               | Barocke Saalkirche (14. Jh.), im Kern romanisch, Turm mit roman. Doppelfenstern und Spitzgiebelhelm                                                                         | St. Georgen am Sandhof                            | DS |
| St. Hemma                                                       | St. Veiter Vorstadt-Annabichl, Feldkirchner Straße    | Hl. Hemma                     | St. Hemma                                       | r.-k.        | 1970                    | Kubischer Zentralbau über quadratischem Grundriss mit abgeschrägten Ecken. Glockenturm 1998/99.                                                                             | Pfarrkirche St. Hemma                             | DS |
| St. Jakob der Ältere (Filialkirche Lendorf)                     | Wölfnitz-Lendorf                                      | Hl. Jakobus der Ältere        | Wölfnitz                                        | r.-k.        | urk. 1329               | Romanische Chorturmkirche mit kurzem Schiff, Turm mit Pyramidenhelm | St. Jakob der Ältere in Lendorf                   | DS |
| St. Jakobus major (Filialkirche St. Jakob an der Straße)        | Hörtendorf-St. Jakob an der Straße (Dorfstraße 2)     | Hl. Jakobus der Ältere        | St. Jakob                                       | r.-k.        | urk. 1539               | Kleiner Kirchenbau, barocker Turmanbau mit Zwiebelhelm (1766) | St. Jakobus major in St. Jakob an der Straße      | DS |
| St. Lorenzen (Filialkirche Großbuch)                            | Wölfnitz-Großbuch                                     | Hl. Laurentius                | St. Martin                                      | r.-k.        | urk. 1539               | Chorturmkirche, im Kern 13. Jh., spätgotischer Chor, barock umgestaltet | St. Lorenzen                                      | DS |
| St. Lorenzen (Elisabethinenkirche, Stadtpfarrkirche)            | Völkermarkter Vorstadt, Völkermarkter Straße          | Hl. Laurentius                | St. Lorenzen                                    | r.-k.        | 1720–1732               | angebaut an das 1710 errichtete Elisabethinenkloster | St. Lorenzen in der Völkermarkter Straße          | DS |
| St. Margaretha                                                  | Hörtendorf-St. Margarethen                            | Hl. Margareta                 | St. Thomas am Zeiselsberg                       | r.-k.        | urk. 1616               | Im Kern romanischer Bau, Vorhallenturm mit geknicktem Spitzhelm | St. Margaretha in Hörtendorf                      | DS |
| St. Markus                                                      | Innere Stadt, Kaufmanngasse                           | Hl. Markus                    | Zum Heiligen Markus                             | altkath.     | 1776                    | Vierjochiger Saalraum. Bis 1891 Schulkapelle des Lyceums, dann bis 1938 der Lehrerbildungsanstalt, anschließend profaniert. Seit 1985 altkatholisch, danach stark erneuert. | St. Markus                                        | DS |
| Pfarrkirche Klagenfurt-St. Martin                               | St. Martin                                            | Hl. Martin                    |                                                 | r.-k.        | urk. 1348               | im Kern frühgotischer Bau, Vorhallenturm mit barockem Zwiebelhelm | St. Martin                                        | DS |
| St. Martin am Ponfeld                                           | Wölfnitz-St. Martin am Ponfeld (KG Großbuch)          | Hl. Martin                    | St. Martin am Ponfeld (Dekanat Klagenfurt-Land) | r.-k.        | urk. 1193               | Romanische Chorturmkirche | St. Martin am Ponfeld                             | DS |
| St. Paul                                                        | Wölfnitz-Großponfeld                                  | Hl. Paulus                    | Wölfnitz                                        | r.-k.        | urk. 1392               | barockisierte, im Kern romanische Chorturmkirche | St. Paul in Emmersdorf                            | DS |
| St. Peter (Alte Kirche)                                         | St. Peter, Mikschallee                                | Hl. Petrus                    | St. Peter                                       | r.-k.        | urk. 1265               | kleiner Bau mit gotischem Chor und barockem Schiff über kreuzförmigem Grundriss, Vorhallenturm mit Spitzhelm                                                                | St. Peter, alte Kirche                            | DS |
| St. Peter (neue Stadtpfarrkirche)                               | St. Peter, Ramsauerstraße                             | Hl. Petrus                    | St. Peter                                       | r.-k.        | 1956–1958               | turmloser Saalbau mit asymmetrischem Baukörper und Stahlbetonskelett | St. Peter, neue Kirche                            | DS |
| St. Peter am Bichl                                              | Wölfnitz-St. Peter am Bichl                           | Hl. Petrus                    |                                                 | r.-k.        | urk. 1399               | romanische Chorturmkirche, frühgotischer Chorausbau, 1858 Erweiterung des Langhauses. Gedrungener Turm mit vier roman. Doppelschallfenstern                                 | St. Peter am Bichl                                | DS |
| St. Primus und Felician                                         | St. Martin, Kreuzbergl                                | Hll. Primus und Felician      | St. Hemma                                       | r.-k.        | urk. 1616               | Kleiner, einschiffiger, gotischer Bau mit Spitzhelm und Dachreiter | St. Primus und Felician am Kreuzbergl             | DS |
| Pfarrkirche Klagenfurt-St. Ruprecht                             | St. Ruprecht                                          | Hl. Rupert von Salzburg       | St. Ruprecht                                    | r.-k.        | urk. 1283               | Spätklassizistischer Bau, 1847 neu errichtet, 1956 im Osten erweitert, Turm mit geschweiftem Spitzhelm                                                                      | St. Ruprecht                                      | DS |
| St. Theresia                                                    | St. Peter-Welzenegg, Pischeldorfer Straße             | Hl. Terese von Lisieux        | St. Theresia                                    | r.-k.        | 1931                    | 1931 als Notkirche errichtet, Neubau 1967, sich verbreiternder Bau mit gestuftem Satteldach und erhöhter zeltartiger Apsis, freistehender Glockenturm                       | St. Theresia in St. Peter                         | DS |
| St. Ulrich                                                      | St. Peter-Welzenegg, Krastowitz                       | Hl. Ulrich                    | St. Georgen am Sandhof                          | r.-k.        | urk. 1390               | gotischer Bau mit neoromanischem Vorturm | St. Ulrich in Krastowitz                          | DS |
| Soldatenkirche                                                  | Wölfnitz-Lendorf (KG Waltendorf), Khevenhüllerkaserne | Alle Heiligen                 | Militärpfarre beim Militärkommando Kärnten      | r.-k.        | 1968–1976               | Zentralbau mit Zeltdach nach Plänen von Egon Kofler mit bunten Glasfenstern                                                                                                 | Soldatenkirche in Lendorf                         | DS |
| Pfarrkirche Klagenfurt-Wölfnitz (Neue Pfarrkirche)              | Wölfnitz                                              | Hl. Johannes der Täufer       | Wölfnitz                                        | r.-k.        | 1987                    | Einschiffige Hallenkirche, zweigeschoßiger Turm mit Spitzhelm | Pfarrkirche Wölfnitz                              |    |
| Pfarrkirche Klagenfurt-Annabichl (Pfarrkirche Ehrental)         | Annabichl-Ehrental                                    | Jesu Kostbares Blut           | Annabichl                                       | r.-k.        | 1928                    | ursprünglich 1928 als Notkirche errichtet, Ausbau zur heutigen Kirche 1964/65. Seit 1947 Pfarrkirche.                                                                       | Pfarrkirche Zum Kostbaren Blut in Annabichl       | DS |